# Empresa de Viação Algarve
Empresa de Viação Algarve foi uma empresa brasileira de transporte coletivo urbano da cidade do Rio de Janeiro, tendo sido uma das concessionárias municipais filiadas à Fetranspor. Esteve sediada no bairro de Paciência.

## História
A Empresa de Viação Algarve surgiu de uma cisão da Jabour e adotou a sigla EVA. Ela faz transporte entre os bairros da Zona Oeste. Empresa muito próspera na década de 90, ela já chegou a ter 10 linhas regulares (sem contar as variantes). Mas, praticamente todas as linhas da empresa foram transferidas para a Pégaso e a Jabour, que eram do mesmo grupo empresarial. Antes dela ficar inativa, ela operava somente a linha 870 com microônibus Marcopolo Senior. A EVA tornou-se uma vertente da Transportes Zona Oeste. Só que a aquisição da Oeste pelo grupo Breda Rio, em agosto de 2005, fez a EVA ficar inativa por um tempo até que em outubro do mesmo ano, a empresa voltou e reativou as linhas 871 e 872, aposentou o nome EVA e adotou o Algarve.
Em 2009, a Algarve foi reanimada através das linhas expressas e de integração com o metrô. Em 2010, a Algarve foi uma das vencedoras da licitação para serviços de ônibus na Cidade do Rio de Janeiro, assumindo as linhas da extinta Oeste.[carece de fontes?] Após grave crise financeira, a empresa encerrou as atividades no dia 25 de janeiro de 2016. Suas linhas foram em parte absorvidas pelo Consórcio Santa Cruz, a qual a Algarve fazia parte.